# Anthony Sampson
Anthony Terrell Seward Sampson (Billingham, 3 agosto 1926 – Wardour, 18 dicembre 2004) è stato uno scrittore e giornalista britannico.
Il suo libro più famoso è stato Anatomy of Britain, che ebbe grande successo nel 1962, il quale fu seguito da altre cinque "Anatomies", che aggiornarono il libro originale. Era il nipote del linguista John Sampson, del quale scrisse una biografia, The Scholar Gypsy: The Quest For A Family Secret (1997). Sampson aiutò Nelson Mandela a scrivere il suo famoso discorso "I Am Prepared to Die".

## Biografia
Sampson è nato a Billingham, nella contea di Durham,  e venne educato alla Westminster School. Si arruolò nella Royal Navy nel 1944 e, dopo averla lasciata, studiò al Christ Church college, di Oxford.

## Carriera
Nel 1951 Sampson si trasferì a Johannesburg, in Sudafrica, per diventare editore del periodico Drum, rimanendo lì per quattro anni. Dopo essere ritornato nel Regno Unito si unì alla stampa editoriale del The Observer, nella quale lavorò dal 1955 al 1966.
È stato autore di una serie di importanti libri, iniziando con Anatomy of Britain (1962), nel quale esplorò il funzionamento dello stato del Regno Unito e di altre maggiori istituzioni sociali, in particolare le grandi corporazioni.
Sampson fu un amico intimo di Nelson Mandela prima che Mandela entrasse in politica. Nel 1964 Sampson fu presente al Processo di Rivonia a sostegno di Mandela e di altri leader dell'ANC e nel 1999 pubblicò la biografia autorizzata di Mandela.
Sampson fu anche uno dei membri fondatori dell'ormai defunto Partito Social Democratico.
L'archivio personale di Sampson, catalogato dalla Biblioteca Bodleiana, fu reso pubblico per la prima volta nel 2012.

## Opere
- The Treason Cage (1958)
- Common Sense About Africa (1960)
- Anatomy of Britain (1962)
- Anatomy of Britain Today (1965)
- The New Anatomy of Britain (1971)
- The Changing Anatomy of Britain (1982)
- The Essential Anatomy of Britain: Democracy in Crisis (1992)
- The New Europeans (1968)
- The Sovereign State of ITT (1973)
- The Seven Sisters (uno studio sull'industria petrolifera internazionale) (1974)
- The Arms Bazaar (uno studio sull'industria bellica internazionale) (1977)
- The Money Lenders (uno studio sull'attività bancaria internazionale) (1981)
- Black Gold (un romanzo sulla caduta dell'apartheid e sull'immagine economica del Sudafrica) (1987)
- The Midas Touch (uno studio sul denaro, libro e serie TV)
- Company Man (uno studio sulla vita corporativa) (1995)
- The Scholar Gypsy: The Quest for a Family Secret (1997)
- Mandela: The Authorised Biography (1999), vincitore dell'Alan Paton Award
- Who Runs This Place?: The Anatomy of Britain in the 21st Century (2004)
- The Anatomist (la sua autobiografia, preparata per la pubblicazione dalla sua famiglia) (2008)